# مقاطعة فولوغودسكي
مقاطعة فولوغودسكي (بالروسية: Волого́дский райо́н)‏ هي مقاطعة إدارية  وبلدية  (رايون)، واحدة من ستة وعشرين مقاطعة في فولوغدا أوبلاست، روسيا. وهي تقع في وسط إقليم وتحدُّها مقاطعة أوست كوبينسكي وسوكولسكي من الشمال الشرقي، منطقة ميزهدوريشينسكي من الشرق، ومقاطعة غريازوفيتسكي من الجنوب الشرقي، ومقاطعة بوشيخونسكي في ياروسلافل أوبلاست من الجنوب الغربي، ومقاطعة شيكسنينسكي من الغرب، ومقاطعة كيريلوفسكي من الشمال الغربي. تبلغ مساحة المقاطعة 4,500 كيلومتر مربع (1,700 ميل2). المركز الإداري لها هو مدينة فولوغدا (التي ليست إداريًا جزءًا من المنطقة). بلغ عدد السكان: 50,438 (حسب تعداد 2010)، و50956 (حسب تعداد 2002)؛ و64,946 (حسب تعداد 1989). اعتبارًا من عام 2010، كانت مقاطعة فولوغودسكي هي الأكثر اكتظاظًا بالسكان بين جميع مناطق فولوغدا أوبلاست.

## جغرافيا
تمتد المقاطعة من الشمال الغربي إلى الجنوب الشرقي مع بحيرة كوبنسكوي، وهي واحدة من أكبر البحيرات في فولوغدا أوبلاست، وتشكل حدودها الشمالية الشرقية. البحيرة مشتركة بين منطقتي فولوغودسكي وأوست كوبينسكي. تقع جميع أراضي المنطقة تقريبًا في حوض نهر سوخونا. على وجه الخصوص، تقع الأنهار في الشمال في حوض بحيرة كوبنسكوي، مصدر نهر سوخونا، والجزء الجنوبي يقع في حوض نهر فولوغدا، أحد الروافد الرئيسية لنهر سوخونا.

## تاريخ
تم ذكر فولوغدا لأول مرة في مصادر موثوقة عام 1264 كمستوطنة بعيدة تسيطر عليها جمهورية نوفغورود بعد ذلك، أصبحت مستوطنة مهمة على الطريق التجاري الذي يربط وسط روسيا بالبحر الأبيض عبر نهر دفينا الشمالي، وبالتالي كانت موضوعًا للنزاعات المتكررة بين نوفغورود ودوقية موسكو الكبرى. في القرن الخامس عشر، أصبحت مقراً لإمارة فولوغدا شبه المستقلة، والتي كانت تسيطر عليها موسكو في معظم الأوقات، والتي تضمنت المنطقة الحالية من مقاطعة فولوغودسكي. في القرن الخامس عشر، أصبحت المنطقة جزءًا من دوقية موسكو الكبرى.
في سياق الإصلاح الإداري الذي نفذه بطرس الأكبر عام 1708، تم ضم المنطقة إلى محافظة أرخانجيلجورود. تم ذكر فولوغدا على وجه التحديد كواحدة من البلدات التي تتألف منها المحافظة. ما يعرف الآن بمقاطعة فولوغودسكي كان آنذاك جزءًا من فولوغودسكي أويزد في محافظة فولوغدا.

## الوضع الإداري والبلدي
في إطار التقسيمات الإدارية، تعد مقاطعة فولوغودسكي واحدة من ستة وعشرين مقاطعة في الأوبلاست. تعمل مدينة فولوغدا كمركز إداري لها، على الرغم من دمجها بشكل منفصل كمدينة ذات الأهمية الفيدرالية.

## الاقتصاد

### الصناعة
في عام 2011، كانت صناعة المواد الغذائية هي الصناعة الرائدة في المنطقة، حيث أنتجت 61 ٪ من الناتج الإجمالي. وصناعة الأخشاب هي التالية في الأهمية.

### الزراعة
تزرع المحاصيل في المنطقة، ويتم إنتاج اللحوم والحليب والبيض. في عام 2011، أنتجت المنطقة المحاصيل والحليب واللحوم والبيض أكثر من أي منطقة أخرى في فولوغدا أوبلاست.

### وسائل النقل
أحد الطرق السريعة الرئيسية في روسيا (M8) الذي يربط موسكو وأرخانغلسك، يعبر الجزء الشرقي من المنطقة من الجنوب إلى الشمال. في فولوغدا، هناك طريقان سريعان آخران يتفرعان. طريق سريع آخر (A114) يربط فولوغدا بتشيريبوفيتس وسانت بطرسبورغ، يمتد غربًا من فولوغدا، والطريق السريع الذي يربط فولوغدا مع بلدات كيريلوف وفيتيغرا وبودوج يمتد إلى الشمال الغربي على طول محور المنطقة.
يعبر خط السكة الحديد الذي يربط ياروسلافل وفولوغدا المنطقة من الجنوب إلى الشمال. في جنوب المقاطعة، سكة حديدية لقرية باي قبالة الجنوب الشرقي. يبدأ خط السكة الحديد الذي يربط فولوغدا بشيربوفيتس وسانت بطرسبرغ في فولوغدا ويمر غربًا عبر المنطقة.
كل من بحيرة كوبنسكوي ونهر سوخونا صالحان للملاحة، وكذلك لايزها وفولوغدا في مساراتهما السفلية، ولكن لا يوجد تنقل للركاب.

## الثقافة والترفيه
تحتوي المنطقة على ستة أشياء مصنفة على أنها تراث ثقافي وتاريخي بموجب القانون الفيدرالي الروسي، بالإضافة إلى ثمانية وستين قطعة تم تصنيفها على أنها تراث ثقافي وتاريخي ذي أهمية محلية. الأشياء المحمية على المستوى الفيدرالي هي المتحف الإثنوغرافي في سيميونكوفو، وعزبة موزايسكي في موزايسكوي (كوتيلنيكوفو سابقًا)، وكنيسة الشفاعة في بوكروفسكوي، ومنزل أوليانوف في راسكوبينو.
هناك ثلاثة متاحف في المنطقة، هي: المتحف الإثنوغرافي في سيميونكوفو، وهو متحف في الهواء الطلق تم إنشاؤه للحفاظ على العمارة الخشبية التقليدية في الأجزاء الوسطى والشرقية من فولوغدا أوبلاست. وعقار موزايسكي السابق في مستوطنة موزايسكوي، وهو الآن متحف إلكسندر مويسكي، وهو رائد طيران روسي، بنى في عام 1884 طائرة أحادية السطح وقام بمحاولة فاشلة للإقلاع، عاش في التركة التي تخص زوجته، بين عامي 1860 و1863. يقع متحف مقاطعة فولوغدا في منطقة سلو كوبنسكوي.
ولد سيرجي إليوشن، مصمم الطائرات السوفيتي ومؤسس مكتب تصميم إليوشن، عام 1894 في قرية ديلياليفو، الواقعة حاليًا في مقاطعة فولوغودسكي.